# Oliver Eggimann
Oliver Eggimann (Renens, 1919. január 28. – 2002. április 6.) svájci labdarúgó-fedezet.